# 諷諭詩
諷諭詩是一種語言平易而主題明確，以典型事件揭示現實中的各種弊端，進而作出議論和勸誡為題的詩。諷諭詩以內容特點來分類，與詩歌的格式及旋律無關。這個名稱由白居易所創，但類似的詩歌早在《詩經》中可看見。
白居易曾在《與元九書》裏，將自己的詩作分類為「諷諭」、「閒適」、「感傷」、「雜律」四類。當中最受歡迎的一類是諷諭，其中以《新樂府五十首》和《秦中吟十首》代表。